# San Pablo Huitzo
San Pablo Huitzo là một đô thị thuộc bang Oaxaca, México. Năm 2005, dân số của đô thị này là 5928 người.